# Mário Vilalva

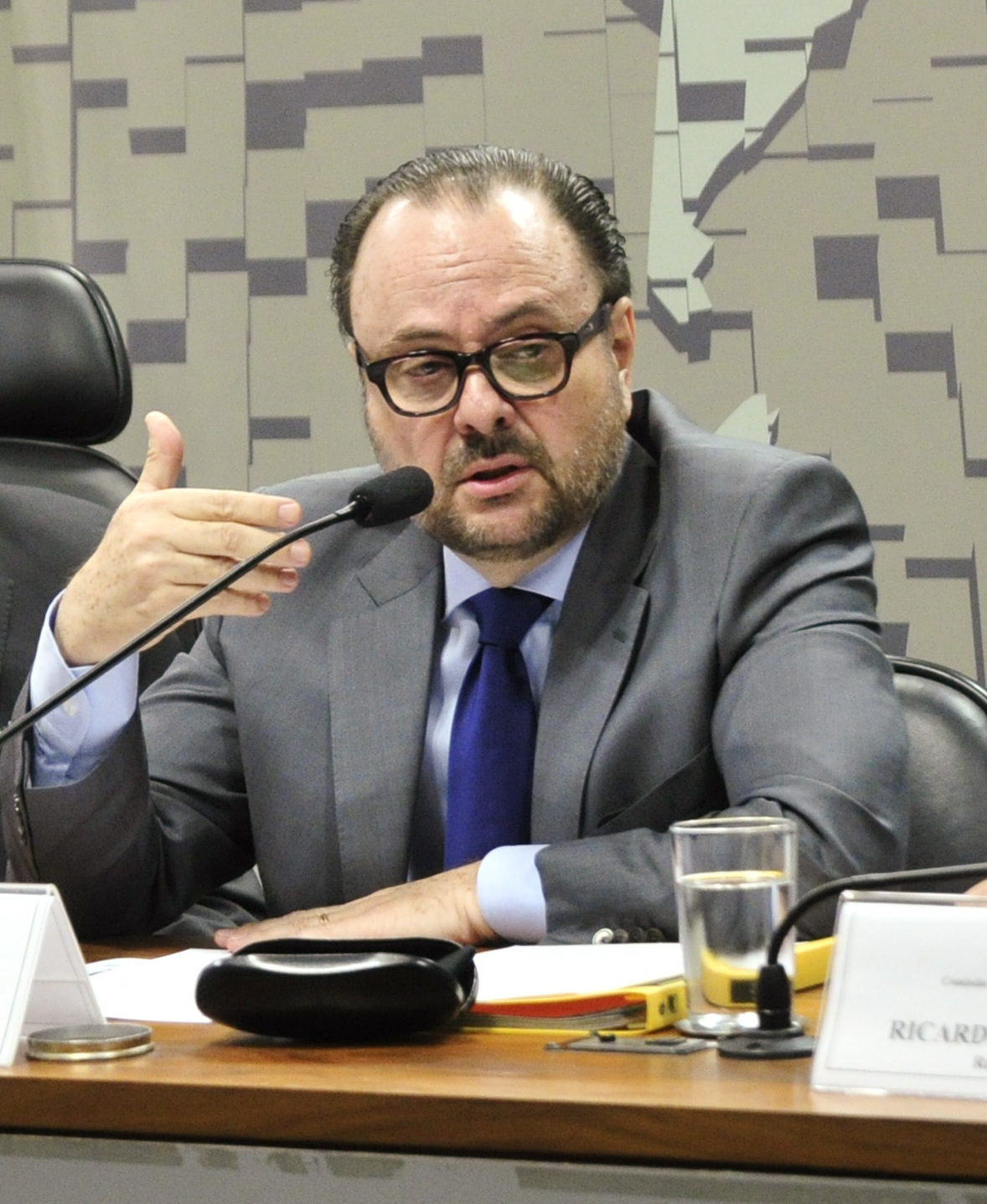
Mario Vilalva, 2016

Mário Vilalva (* 1953 in Rio de Janeiro) ist ein brasilianischer Diplomat.

## Leben
Vilalva studierte Rechtswissenschaften an der Universidade do Distrito Federal in Rio de Janeiro. 1976 trat er in den Dienst des brasilianischen Außenministeriums ein. Er arbeitete zunächst im Referat Südamerika und der Abteilung Afrika. 1978 ging er in die Vereinigten Staaten an die brasilianische Botschaft in Washington, D.C., wo er bis 1982 als zweiter Botschaftssekretär tätig war. Es folgte dann bis 1985 ein Einsatz als erster Botschaftssekretär an der Botschaft in Pretoria in Südafrika. Er wechselte dann nach Rom in Italien, bis er 1987 in das Außenministerium zurückkehrte und dort in der Abteilung für Wissenschaftliche, Technische und Technologische Zusammenarbeit arbeitete. 1988 wechselte er in das Sekretariat für bilaterale politische Angelegenheiten. 1990 kam er zum Protokolldienst des brasilianischen Präsidialamtes. 
1991 ging er an die brasilianisch Botschaft in Portugal nach Lissabon. Ab dem Jahr 1993 koordinierte er das Außenministerium, bis er 1995 Protokollchef des Ministeriums wurde. 1996 übernahm er die stellvertretende Leitung des Hauses. Von 1993 bis 1996 gehörte er zum Stab der Außenminister Celso Amorim und Luiz Felipe Lampreia. Es schloss sich ein dreijähriger Einsatz als Generalkonsul in Boston, USA an. 
1999 kehrte er nach Brasilien zurück und wurde Sekretär für Internationale Angelegenheiten und kurz danach Exekutivsekretär für externe Finanzierung im Ministerium für Planung, Staatshaushalt und Verwaltung. Schon 2000 kam er als Generaldirektor der Abteilung Handelsförderung ins Außenministerium zurück.
Er wurde dann von 2006 bis 2010 als brasilianischer Botschafter in Santiago de Chile in Chile und von 2010 bis 2016 in Lissabon in Portugal eingesetzt. Am 8. November 2016 wurde er Botschafter in Deutschland. 
Von 2018 bis 2019 war er Präsident der brasilianischen Handels- und Investitionsförderungsgesellschaft, amtlich Agência Brasileira de Promoção de Exportações e Investimentos (Apex-Brasil). Am 9. April 2019 hatte Außenminister Ernesto Araújo Vilalvas Rücktritt bekannt gegeben.

## Persönliches
Mário Vilalva ist verheiratet und Vater von vier Töchtern.